# Nannowithius aethiopicus
Nannowithius aethiopicus är en spindeldjursart som först beskrevs av Simon 1900.  Nannowithius aethiopicus ingår i släktet Nannowithius och familjen Withiidae. Inga underarter finns listade i Catalogue of Life.